# Emaar Properties
Emaar Properties — девелопментська компанія з Об'єднаних Арабських Еміратів

зі штаб-квартирою у Дубаю, заснована у 1997 році. 
Основним напрямком діяльності є інвестиції у будівельні проекти, переважно в еміратах Дубай та Абу-Дабі. Компанія є найбільшим девелопером у Перській затоці та загалом у арабському світі.
Двома найбільшими акціонерами є правитель Дубаю Мохаммед ібн Рашид Аль Мактум і суверенний фонд капіталу ОАЕ Інвестиційна корпорація Дубая. 

Це публічна акціонерна компанія, зареєстрована на Дубайському фінансовому ринку, її вартість станом на серпень 2023 року становить 16,8 мільярда доларів США проти оцінки чистих активів у 37,6 мільярда доларів США (138,1 мільярда дирхамів ОАЕ) станом на грудень 2022 року на основі оцінки активів, проведених оцінювачем третьої сторони. 
Emaar Properties Dubai є одним із найбільших забудовників нерухомості в ОАЕ та відомий різними масштабними проектами, такими як будівництво Бурдж-Халіфа, найвищої будівлі у світі.

## Історія

### 1997–2005 роки
Emaar Properties була заснована та зареєстрована в 1997 році Мохаммедом Алаббаром. 
 
Emaar має інтереси як у комерційній, так і в житловій забудові, а також у торгових центрах і готельному бізнесі. 

Уряд Дубая спочатку володів 100% компанії, тоді як акціонери-засновники володіли 24,3 відсотками, коли діяльність публічної компанії розпочалася після IPO у 2000 році. 

Наступного року Emaar оголосила про плани побудови Дубай-Марина. 

У 2000 році Emaar Properties була зареєстрована на Дубайському фінансовому ринку та стала першою компанією нерухомості, яка запропонувала акції іноземним громадянам. 

Перший етап розвитку проектів компанії розпочався у 2001 році, коли Emaar уклала контракт на створення спільного підприємства на будівництво трьох із шести багатоквартирних веж. 

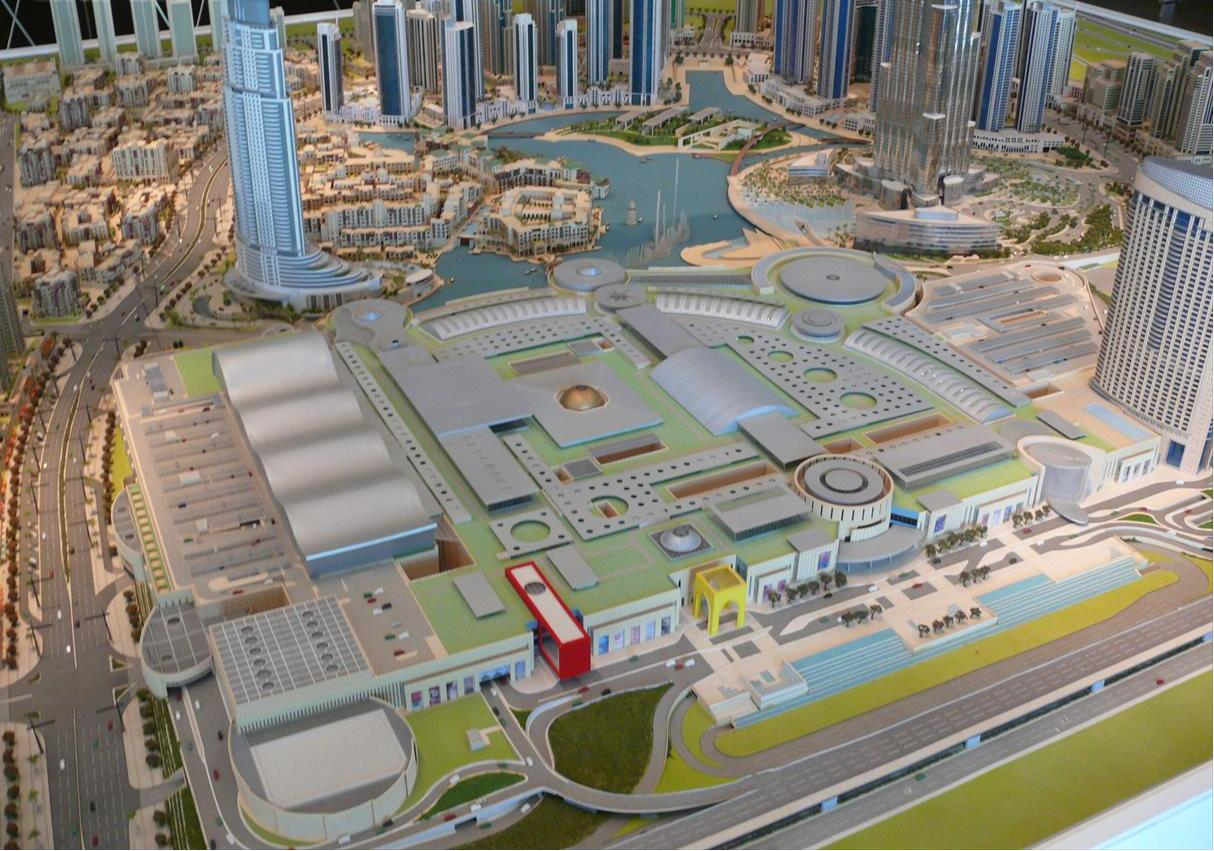
Збільшена модель торгового центру Dubai Mall

У 2003 році компанія оприлюднила свої плани щодо фірмового проекту розвитку, пізніше відомого як Даунтаун-Дубай. 

Проект складався з Бурдж-Халіфа та Dubai Mall, найвищої будівлі у світі та найбільшого у світі торгового центру відповідно. 

Emaar International LLC була заснована у 2004 році і мала на меті експансію Emaar на зовнішні ринки. 

Компанія реалізувала проекти в Африці, Азії, Північній Америці та на всьому Близькому Сході. 

### 2006–дотепер
Торговий центр Dubai Mall офіційно відкрито у 2008 році, а Бурдж-Халіфа — у 2010 році. 
До 2014 року Emaar інвестувала понад 11,4 мільярда доларів США в нерухомість. 

У 2009 році John Laing Homes, дочірня компанія Emaar Properties, яка була придбана у 2006 році 
, 
подала заяву про захист від банкрутства відповідно до розділу 11 до суду США округу Делавер. 

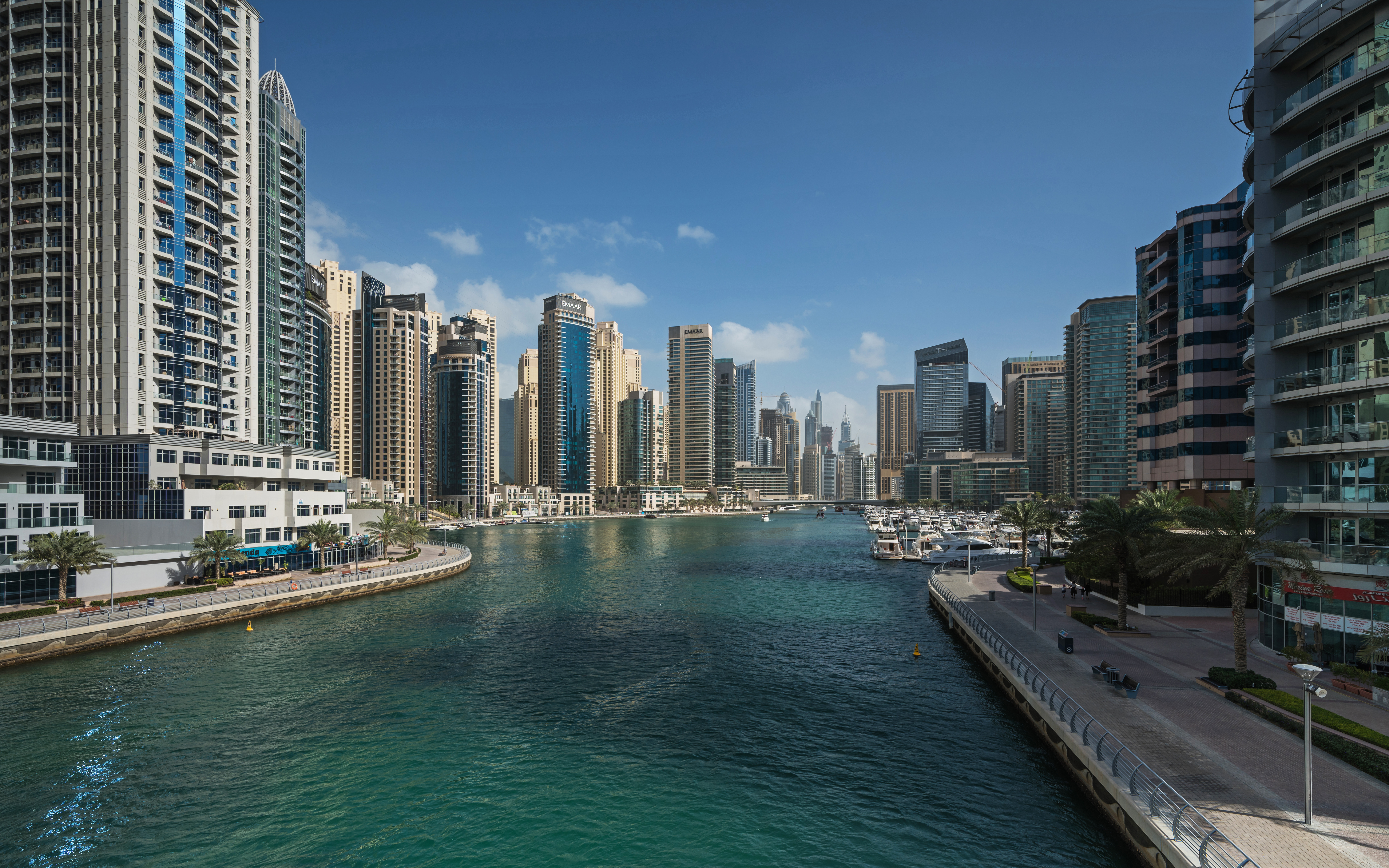
Район Дубай-Марина

У вересні 2012 року Emaar ввів до експлуатації Address BLVD, розкішний 72-поверховий готель і проект апартаментів з обслуговуванням у центрі Бурдж-Дубай, поруч із торговим центром Dubai Mall.
У 2014 році Emaar Properties оголосила про плани продати акції своїх торгових центрів і роздрібного бізнесу громадськості. 
 
IPO є одним із найбільших у регіоні після світової фінансової кризи. 

Emaar Malls Group стала публічною компанією на фінансовому ринку Дубая в жовтні 2014 року. 
IPO було найбільшим у Дубаї з 2007 року, закрившись на рівні 3,25 дирхама з приблизно 535 мільйонами акцій. 

Також у 2014 році Emaar відкрила найвищий у світі оглядовий майданчик на висоті 555 метрів на 148-му поверсі Бурдж-Халіфа. 

Emaar відзначив новий рік найяскравішим святкуванням Нового року у 2015 році. 

Згідно з Книгою рекордів Гіннесса, Emaar здійснив за «Найбільше світлодіодне підсвічування фасаду» на найвищій у світі споруді, створеній людиною». 
Під час святкування Нового року рекордний дисплей складався з 70 000 світлодіодних панелей, які блимали кольоровими вогнями та зображеннями лідерів країни на Бурдж-Халіфа 

Emaar повідомив про 16-відсоткове зростання чистого прибутку за другий квартал 2015 року, 

і що він має земельний банк понад 235 млн м² 
.
У листопаді 2020 року Emaar Properties оголосила про падіння прибутку на 48% з початку року до вересня. 

У грудні 2020 року Алаббар залишив посаду голови Emaar, але продовжив контролювати повсякденну діяльність як керуючий директор. 

Торговий центр Dubai Mall, розроблений компанією Emaar Properties, є другим за величиною торговим центром у світі. 
 
Він відзначив своє відкриття в листопаді 2008 року та був урочисто відкритий у травні 2009 року. 
Торговий центр налічує понад 1200 крамниць та 200 ресторанів. 

Тут також розташовані Дубайський акваріум і підводний зоопарк, KidZania, Dubai Ice Rink і найбільший кінокомплекс у регіоні Reel Cinemas. 

У 2014 році торговий центр Dubai Mall відвідало понад 80 мільйонів відвідувачів, з яких 40 відсотків були туристами з-за меж регіону. 

Як розширення торгового центру Dubai Mall, Emaar почав будівництво 55-поверхового житлового будинку під назвою Downtown Views. 

Фонтан Дубай є найвищим фонтаном у світі, який почав працювати навесні 2009 року. 

Emaar спорудив найвищу будівлю в світі, Бурдж-Халіфа, яка була відкрита в 2010 році. 

Будівля має висоту 2716,5 футів і має 160 поверхів, які в основному призначені для житлових цілей. 

Він названий на честь правителя Абу-Дабі Шейха Халіфи бін Заїда Аль-Нахайяна. 

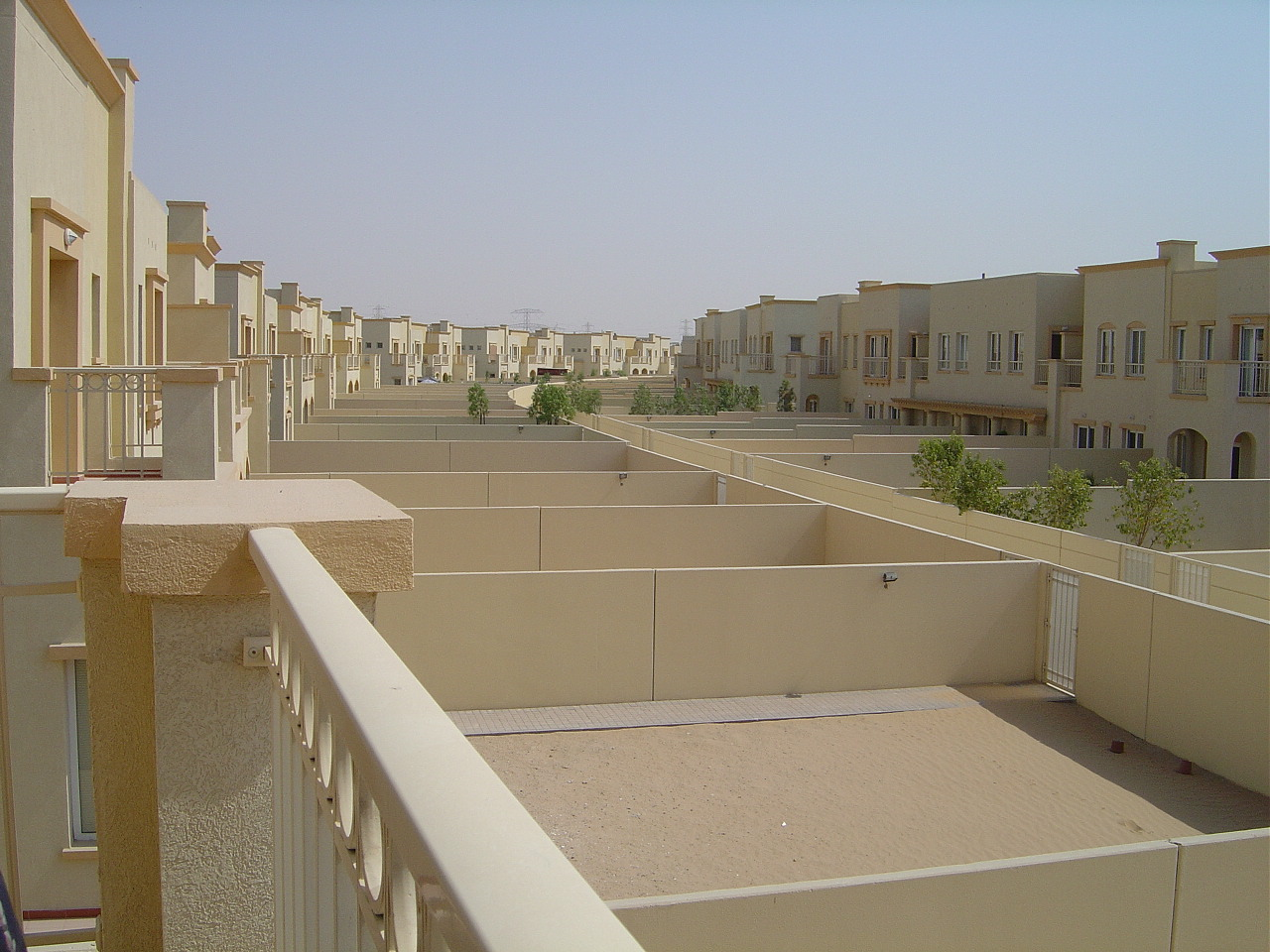
Квартал Спрінгз

Emaar Properties також розбудувала ряд районів по всьому Дубаю, включно з Аравійське ранчо, Дубай-Марина, The Greens, The Meadows, The Lakes та The Springs. 

У 2013 році Emaar ввів в експлуатацію The Address Residence Fountain Views I, II і III, The Address Residence Sky View, Burj Vista, Boulevard Point і Vida Residence — усі в центрі Дубая. 

Іншим доповненням до центру Дубая від Emaar став Оперний район. Основні особливості включають Дубайський оперний театр, перший у країні спеціалізований оперний театр. 

Emaar володіє Бурдж-Халіфа, найвищою будівлею у світі, висотою 828 метри.
У січні 2015 року компанія Emaar Hospitality відкрила бутик-готель Manzil Downtown Dubai. 
Готель управляється Vida Hotels and Resorts, що має 200 номерів, люксів з видом на Бурдж-Халіфа, а також доступ до спортивного центру та кількох ресторанів. 

Emaar запровадив першу в регіоні систему транзитного транспорту «хоп-он-хоп-офф» Dubai Trolley. 

Dubai Trolley також є першою у світі мережею вуличного трамвая, що працює на водні та не викидає шкідливих речовин. 

## Міжнародні проекти
Через різні дочірні компанії Emaar реалізує проекти в Пакистані, Індії, Йорданії, Єгипті, Лівані, Марокко, США, Саудівській Аравії, Сирії, Іракському Курдистані та Туреччині. 

Деякі з проектів містили такі розробки, як Бейт-Міск у Лівані 
, 
брама Джидди в Саудівській Аравії 

та курорт Мертвого моря Самара в Йорданії. 

### Єгипет
Emaar Misr почав працювати над проектом вартістю 4 мільярди доларів у 2005 році на плато Мокаттам в Каїрі, яке спочатку називалося Cairo Grand Heights, а пізніше було перейменовано на Верхній Каїр. 
 
Проект передбачав забудову території як житлової, комерційної та рекреаційної спільноти. 

У 2006 році Emaar Misr, єгипетська дочірня компанія Emaar Properties, уклала угоду з бібліотекою Александріною щодо реконструкції частини її власності в східній гавані Александрії. 

Нова бібліотека стоїть майже точно там, де існувала стародавня Александрійська бібліотека
, 
однак проект так і не був реалізований.
У 2008 році Emaar Misr почав працювати над туристичним курортом під назвою Марассі в Сіді-Абдель-Рахман, розташованому на узбережжі Середземного моря, що містить готель із 3000 номерами, пристань для яхт і поле для гольфу. 
Проект також містив реконструкцію відомого готелю Al-Alamein, розташованого на території. 

### Індія
Emaar India має портфоліо проектів, що охоплюють усі ключові сегменти індійської індустрії нерухомості, включно з житловою, комерційною, роздрібною торгівлею (торгові центри) і гостинністю. 

Компанія має земельний банк площею близько 6000 акрів, який буде використано для майбутнього розвитку. 

Його чинні активи та поточні проекти, а також земельні банки розташовані по всій Індії: Делі НСР (зокрема Ґурґаон), Могалі, Ченнаї, Гайдарабад, Лакхнау, Джайпур та Індаур.

#### Ранні проекти
Emaar розпочав роботу в Індії на початку 2000-х років, вигравши тендер на побудову Міжнародного конференц-центру Гайдарабада 
. 
Спеціально для цього проекту було створено спільне підприємство Cyberabad Convention Center Private Limited (CCCPL), а іншим партнером була Корпорація промислової інфраструктури Андхра-Прадеш (APIIC).

Конференц-центр із загальною місткістю 4000 місць (з можливістю розширення до 6500 місць) було завершено в грудні 2005 року. 

#### Фаза спільного підприємства
У 2005 році, поки проект у Гайдарабаді тривав, Emaar створив спільне підприємство для виконання проектів в Індії. 
Emaar India було засновано у 2005 році як спільне підприємство Emaar Properties PJSC з MGF Developments Limited з Індії, в якому Emaar був значно більшим акціонерним партнером, а MGF було довірено операційну відповідальність. 

Спільне підприємство виконало кілька важливих проектів, таких як Селище ігор Співдружності 2010 року в Делі . 

У квітні 2016 року Emaar оголосила, що відокремиться від свого партнера по спільному підприємству та розділить компанію вертикально. 
Невдовзі після оголошення Emaar подав заяву про поділ до Високого суду Делі, а Шраван Гупта з MGF пішов у відставку зі своїх операційних посад. 
На виконання запланованого поділу компанія на початок 2020-х проходить процес реструктуризації, під час якого Emaar взяв під контроль усі поточні проекти компанії, щоб забезпечити їх якнайшвидше завершення. 

#### Плани на майбутнє
Наприкінці 2021 року між урядами Дубаю та Джамму та Кашміру було підписано Меморандум про взаєморозуміння для сприяння інвестиціям у певні проекти. 
Згідно з угодою, Emaar має спорудити торговий центр у Срінагарі.
Emaar також розглядає інші інвестиції в гостинність і комерційні та житлові проекти мішаного використання в містах Джамму та Срінагар. 

## Саудівська Аравія
Економічне місто Короля Абдалли (KAEC), розроблене компанією Emaar, The Economic City (Emaar EC) котирується на Саудівській фондовій біржі, і є найбільшою приватною інвестицією в Саудівській Аравії. 
 
Проект містить розвиток спеціальної економічної зони вздовж узбережжя Червоного моря за 60 миль на північ від Джидди. 
ref name=covell/>
Emaar E.C. також очолює розвиток порту KAEC. 
Порт є першим приватним портом для Саудівської Аравії, і був відкритий у січні 2014 року, але плани щодо подальшого розширення були розроблені після отримання нового фінансування. 

Порт KAEC, за прогнозами, буде приблизно такого ж розміру, як Вашингтон, коли буде завершена, а зона, за оцінками, розмістить приблизно 2 мільйони людей і допоможе економіці Саудівської Аравії зменшити залежність від нафтової промисловості на користь легкої та судноплавної промисловості. 

### Сирія
Emaar Properties вперше оголосила про свої плани щодо великомасштабного проекту розвитку в Сирії в 2006 році 
 
Розробка, відома як Восьма брама, має три зони: комерційний центр, набережну та житлову зону, а також туристичну зону. 
. 
Проект є спільним підприємством між Emaar Properties та IGO, офшорною інвестиційною та девелопментовою компанією. 

### Туреччина
Проект Тосканської долини була першим проектом Emaar у Туреччині. 

Emaar завершив першу чергу проекту Тосканська долина до 2007 року, який містив будівництво розкішних вілл і комерційних площ неподалік від Стамбула. 

У 2012 році компанія Emaar почала розробляти проект Емаарська площа. 

У планах проекту – будівництво найбільшого в Туреччині торгового центру та п’ятизіркових готелів. 

У 2013 році Emaar Turkey, дочірня компанія Emaar Properties, що повністю належить Emaar Properties, розпочала проект The Address Residences Emaar Square у Стамбулі. 

У 2017 році Emaar Square Mall у Туреччині був відкритий для відвідувачів. 

### Пакистан
Затока Півмісяця, Карачі — великомасштабна багатофункціональна забудова на березі океану площею 108 акрів (440 000 м²), в стадії будівництва в Дефенсі, Карачі, Пакистан. 
Він вважається одним із найбільших проектів у Пакистані, вартістю 2,4 мільярда доларів. 
Комплекс складається з низки високих і середніх веж для житлового та комерційного використання, торгового центру, п’ятизіркового пляжного готелю та вежі, розташованої в центрі проекту. 

The Canyon Views — проект Emaar в Ісламабаді, Пакистан. 

### Іракський Курдистан
Центр Ербіля — проект масштабного багатофункціонального комплексу в Ербілі. Проект розпочато Emaar Properties у 2013 році і займає площу 541 000 м². 
Цю територію використовуватимуть під житлові квартири, готелі та торговий центр. 